# Water Street (Liverpool)

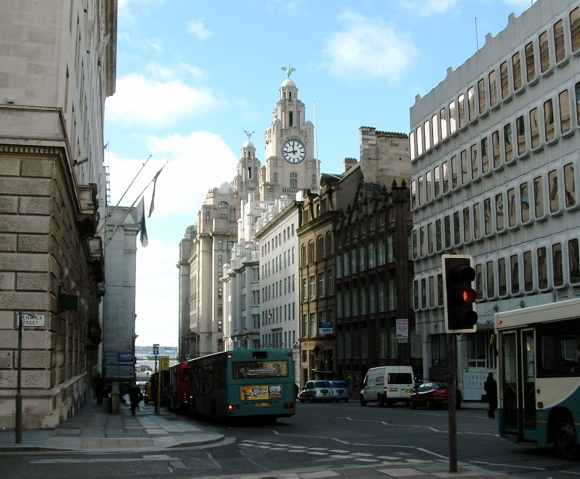
Water Street (2006)

Die Water Street in Liverpool zählt zu den ältesten und historisch bedeutendsten Straßen der Stadt. Sie war über Jahrhunderte hinweg das zentrale Tor zwischen dem Fluss Mersey und dem Stadtkern und spielte eine Schlüsselrolle in der Entwicklung Liverpools als Handels- und Hafenmetropole.

## Historische Entwicklung
Bereits im Mittelalter war die Water Street eine der sieben ursprünglichen Straßen, die das Zentrum der jungen Stadt bildeten. Sie diente als Hauptzugang vom Flussufer, wo Reisende und Händler aus Irland oder vom gegenüberliegenden Birkenhead mit der Fähre anlandeten, in die aufstrebende Stadt. Am unteren Ende der Water Street befand sich der Turm der Familie Stanley, die zu den einflussreichsten Adelshäusern Nordenglands zählte. Dieser Turm wurde nach 1413 zu einer Festung umgebaut und spielte während der Belagerung Liverpools durch die Royalisten im Englischen Bürgerkrieg eine strategische Rolle. Später diente das Gebäude als Gefängnis, bevor es 1820 abgerissen und durch die Tower Buildings ersetzt wurde.

### Handel, Wandel und Architektur
Mit dem Bau des weltweit ersten geschlossenen Wet Docks im Jahr 1715 und dem Aufstieg Liverpools zum bedeutenden Hafen- und Handelszentrum gewann die Water Street weiter an Bedeutung. Sie wurde zum Standort für zahlreiche Handels- und Bankhäuser. Im 18. und 19. Jahrhundert entstanden hier prächtige Gebäude, darunter das India Buildings, das Martins Bank Building und die Oriel Chambers, die bis heute das Straßenbild prägen. Die Water Street verbindet das Bankenviertel mit dem berühmten Pier Head und den ikonischen „Three Graces“, den Wahrzeichen Liverpools am Ufer des Mersey.

## Kulturelle Bedeutung
Die Water Street ist nicht nur architektonisch und wirtschaftlich bedeutend, sondern hat auch Spuren in der Literatur hinterlassen: So wird sie etwa in Herman Melvilles Roman „Moby Dick“ erwähnt, was die internationale Bedeutung Liverpools als Hafenstadt unterstreicht. Auch in zahlreichen Filmen und Fernsehproduktionen diente die Straße als Kulisse und steht damit exemplarisch für Liverpools Wandel zur kreativen Metropole.

## Gegenwart
Heute  beherbergt die Water Street denkmalgeschützte Gebäude, moderne Büros und ist ein beliebter Ausgangspunkt für Besucher, die das historische und wirtschaftliche Herz der Stadt entdecken möchten. Die Straße steht sinnbildlich für Liverpools Fähigkeit, Tradition und Wandel miteinander zu verbinden und bleibt ein zentraler Schauplatz im urbanen Leben der Stadt.